# Rodolphe Blanchet
Rodolphe Blanchet (Vevey, 12 maggio 1807 – Losanna, 11 maggio 1864) è stato un numismatico, storico e politico svizzero, di religione protestante.
Rodophe era figlio di Pierre Louis Marc, che possedeva un'azienda viticola, e di Suzanne Coulin. 
Sposò Wilhelmine Thielmann, che proveniva da una famiglia originaria di Dresda ed era nipote per parte di madre di Jean de Charpentier. 
Blanchet studiò chimica e farmacia all'Università di Gießen in Assia e al ritorno amministrò le proprietà che la famiglia possedeva a Lutry. 
Lavorò come conservatore nella sezione botanica del Museo cantonale vodese dal 1846 al 1864 e dal 1849 assunse la carica di conservatore del gabinetto numismatico, il primo a ricoprire questo incarico. Diresse il gabinetto fino alla sua morte. 
Ha scritto molte opere tra cui, nel 1853, Mémoire sur les monnaies des pays voisins du Léman, il primo studio di numismatica vodese.
Come politico fu esponente del partito radicale, e fece parte del Consiglio dell'istruzione a Losanna. 
Scrisse anche opere sulla natura e un breve saggio sui funghi commestibili della Svizzera.

## Opere
- Essai sur l'histoire naturelle des environs de Vevey, 1843
- Les champignons comestibles de la Suisse, 1847
- Mémoire sur les monnaies des pays voisins du Léman, 1853,
- Mémoire sur les monnaies des rois de la Bourgogne transjurane, 1856
- Les évêchés de la Suisse en 1859,
- Lausanne dès les temps anciens, 1863